# Giada Colagrande
Giada Colagrande (Pescara, Abruzzo, Itália, 16 de outubro de 1975) é uma diretora e atriz de cinema italiana .

## Vida e carreira
Colagrande estudou na Itália, Suíça e Austrália, e em 1995 mudou-se para Roma, onde começou a fazer videoarte e documentários sobre arte contemporânea.
Entre 1997 a 2000, Colagrande se juntou ao projeto de arte VOLUME, fazendo uma série de retratos em vídeo de sete artistas contemporâneos: Jannis Kounellis, Alfredo Pirri, Bernhard Rüdiger, Nunzio, Raimund Kummer, Gianni Dessí, Maurizio Savini e Sol LeWitt.
Colagrande fez três curtas-metragens: “Carnaval” (1997), “Fetus – 4 brings death” (1999) e “n.3” (2000). Em 2001, ela escreveu, dirigiu e estrelou seu primeiro longa-metragem, Aprimi il Cuore , que estreou no Festival Internacional de Cinema de Veneza de 2002 e depois foi selecionado por muitos festivais internacionais, como o Festival de Cinema de Tribeca, em 2003. No Festival Paris Cinéma, de 2003, ganhou o prêmio Prix de l'Avenir. Ainda em 2003, Colagrande também foi indicada para o prêmio de Melhor Novo Diretor no Nastro d'Argento, prêmio de prestígio concedido anualmente pela União Nacional de Jornalistas de Cinema Italianos.
Em 2005, Colagrande dirigiu seu segundo longa, Before it Had a Name, que co-escreveu e co-estrelou com Willem Dafoe. O filme estreou no Festival de Veneza de 2005, sendo exibido no Festival Internacional de Cinema de San Sebastián e em vários outros festivais internacionais. O filme foi distribuído mundialmente pela Millennium com o título de Viúva Negra.
Em 2010, ela escreveu e dirigiu seu terceiro longa, A Woman (com o título em português de Amor Obsessivo), estrelado por Willem Dafoe e Jess Weixler. Também estreou no Festival de Veneza de 2010 e depois foi exibido em muitos outros festivais internacionais de cinema entre os quais o Festival do Rio.
Em 2012, ela fez The Woman Dress , o terceiro curta-metragem da série PRADA The Miu Miu Women's Tales , e completou o longa-metragem Life and dead of Bob Wilson, of Marina Abramovic, um documentário sobre a ópera dirigido por Robert Wilson, baseado na biografia de Marina Abramović , estrelada por Willem Dafoe , Antony Hegarty e a própria Marina Abramović, que foi exibida pelo Museu de Arte Moderna de Nova Iorque (MoMA) e no Museu do Louvre em Paris. Ambos os filmes estrearam no Festival de Veneza de 2012.
Em 2013, o filme The Abramovic Method, que continua a colaboração de Colagrande com a artista performática Marina Abramović , foi apresentado no Festival de Veneza e, posteriormente, exibido em vários museus ao redor do mundo.
Em 2016, Colagrande escreveu, dirigiu e se apresentou no filme drama Padre, estrelado por Franco Battiato , Willem Dafoe e Marina Abramović . Depois de estrear no Festival Internacional de Cinema de Morelia em outubro de 2016, o filme foi exibido em festivais de cinema em todo o mundo.
Como atriz, Giada Colagrande também atuou em Pasolini (2014), de Abel Ferrara, filme que narra os últimos dias de vida do polêmico diretor italiano Pier Paolo Pasolini, interpretado por Willem Dafoe. Gilda participou, ainda como atriz, no curta-metragem de Wes Anderson , Castello Cavalcanti (2014). Em 2017, estreou como cantora, escritora e compositora no projeto THE MAGIC DOOR , criado junto com os compositores italianos Arthuan Rebis e Vincenzo Zitello.
Giada Colagrande declarou sua admiração pela obra de Glauber Rocha e pela música brasileira bossa nova na voz de João Gilberto com as letras de Tom Jobim, também Marisa Monte, Adriana Calcanhoto e Chico César. Em 2020, junto com outros artistas, o casal de atores Willem Dafoe e Giada Colagrande participaram do clip de Gilberto Gil da nova versão da música Andar com fé, como comemoração ao aniversário de 78 anos de idade do artista brasileiro 

## Vida pessoal
Colagrande é casada com o ator Willem Dafoe desde 25 de março de 2005.

## Filmografia
* Aprimi il cuore (Open My Heart) (2002)
* Before It Had a Name (Viúva Negra) (2005)
* A Woman (Amor Obsessivo) (2010)
* A vida e a morte de Bob Wilson, de Marina Abramović (2012)'
'
* O Método Abramovic (2013)
* Castello Cavalcanti (2013)
* Pasolini (2014)
* Padre (2016)